# Chien Wei-chuan
Chien Wei-chuan (錢薇娟T, Qián WēijuānP; Kaohsiung, 8 marzo 1971) è un'ex cestista e allenatrice di pallacanestro taiwanese.

## Carriera
Con Taiwan ha disputato tre edizioni dei Campionati mondiali (1994, 2002, 2006).